# Cantoria
Cantoria este o municipalitate și un oraș din provincia Almería, Andaluzia, Spania, cu o populație de 3.223 de locuitori.